# Carmen Marta Lazo

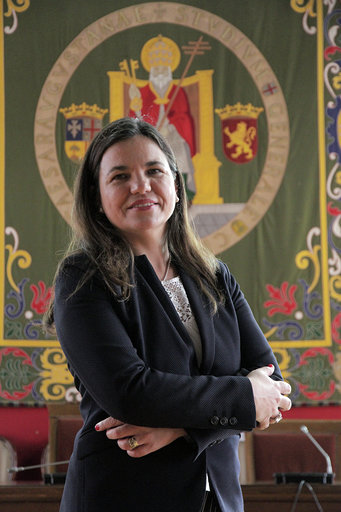
Carmen Marta Lazo en el Paraninfo de la Universidad de Zaragoza, con motivo de su cátedra, en febrero de 2021

Carmen Marta Lazo (Teruel, 1971) es una periodista española. Es la primera catedrática de Periodismo de la Universidad de Zaragoza. En 2025 es vicerrectora de Comunicación e Identidad Institucional. Ha sido directora de la Unidad Predepartamental de Periodismo, Comunicación Audiovisual y Publicidad (febrero 2020- marzo 2025).[cita requerida] Está especializada en educación y competencia mediáticas, audiencias e interacciones, periodismo, medios audiovisuales y comunicación digital. En la actualidad es la primera mujer en Dialnet Métricas en número de citas y una de las científicas españolas más destacadas según el ranking del CSIC.

## Biografía
Doctora en Ciencias de la Información por la Universidad Complutense de Madrid, ejerce como catedrática de Periodismo de la Universidad de Zaragoza, donde también ha sido directora de la radio universitaria Radio Unizar (2010-2022) y es directora del periódico digital universitario Entremedios (2015-2025)
Ha ocupado el cargo de directora de Cursos Extraordinarios en el Vicerrectorado de Cultura y Proyección Social de la Universidad de Zaragoza (octubre 2021-marzo 2025). Es coeditora de Revista Mediterránea de Comunicación.
Pertenece al Instituto de Patrimonio y Humanidades. Como miembro de la Universidad de Zaragoza también es la investigadora principal del Grupo de Investigación en Comunicación e Información Digital (GICID), galardonado en 2016 con el Premio del Ámbito Aragonés de Cine y Salud del Gobierno de Aragón por su labor en la promoción de la salud en la adolescencia a partir del cine. 
Durante su etapa como coordinadora del Grado de Periodismo de la Universidad de Zaragoza, en 2016 recibió la mención de “socio de honor” del Grupo Comunicar, editora de la revista Comunicar. 
En 2015 también fue galardonada con el Premio Drago de la Revista Latina de Comunicación Social. En 2018, obtuvo, junto con Antonia Nogales, el Premio del Consejo Social de la Universidad de Zaragoza y en 2019 el Premio TRICLAB. Ha recibido también el Premio Cátedra Banco Santander (2021), el galardón Visitante Distinguida de Arequipa (2022), el Premio de Igualdad de la UNED (2022), el Premio Doblón (2023), el Premio Búho de la Asociación de Amigos del Libro (2023) y el Premio Ramón y Cajal-Aragón Investiga (2023).
En 2022, Extradigital la situó como una de las 20 mujeres más influyentes en la Comunicación, los medios y la publicidad en Aragón, y en  2025, el Periódico de Aragón la nombra como una de las treinta mujeres más influyentes en su comunidad autónoma.[cita requerida]